# Nordhausen
Nordhausen je grad u njemačkoj saveznoj pokrajini Tiringiji. Na površini od 105,30 km² živi 44.057 stanovnika (stanje 2007.)

## Stanovništvo
| 1802. – 1950. - 1802. – 8.355 - 1821. – 9.900 - 1840. – 12.000 - 1880. – 26.198 - 1890. – 26.847 - 1933. – 37.635 - 1939. – 42.316 - 1946. – 32.848 - 1950. – 39.452 | 1960. – 1998. - 1960. – 39.768 - 1981. – 47.121 - 1984. – 47.176 - 1986. – 47.681 - 1994. – 48.028 - 1995. – 47.324 - 1996. – 46.750 - 1997. – 46.650 - 1998. – 46.192 | 1998. – 2007. - 1999. – 46.057 - 2000. – 45.633 - 2001. – 45.196 - 2002. – 44.701 - 2003. – 44.311 - 2004. – 43.894 - 2005. – 43.594 - 2006. – 43.344 - 2007. – 44.057 |

## Vanjske poveznice
- Službena stranica
- Spomen-područje Mittelbau-Dora

### Ostali projekti
|  | Zajednički poslužitelj ima još gradiva o temi Nordhausen |